# A Primeira Pedra
A Primeira Pedra é um documentário brasileiro de 2018 dirigido por Vladimir Seixas e produzido pelo Canal Futura, em parceria com a produtora Couro de Rato que investiga os linchamentos no Brasil e expõe como essa violência tornou-se cotidiana e é praticada, sobretudo, por pessoas que se julgam ‘cidadãos de bem'.

## Lançamento
A pré-estreia do documentário aconteceu em 25 de maio de 2018 no Cine Odeon, no Rio de Janeiro.

## Prêmios e indicações
2019: Emmy Internacional
1. Melhor Documentário (indicado)[3]

2019: New York Festivals World’s Best TV & Films
1. Melhor Documentário Human Rights - (medalha de bronze)[4]

2019: DocMontevideo - Prêmio TAL de Televisão
1. Melhor Documentário (venceu)[5]

2019: VI Mostra VideoSaúde
1. Prêmio Especial do Júri (venceu)[6]

2017: 8º Pitching Doc Futura
1. Melhor Filme (venceu)[3]